# Echidnophaga tiscadaea
Echidnophaga tiscadaea är en loppart som beskrevs av Smit 1967. Echidnophaga tiscadaea ingår i släktet Echidnophaga och familjen husloppor. Inga underarter finns listade i Catalogue of Life.